# Case Study House Nº 22. Stahl House
La Stahl House (también conocida como Case Study House Nº 22) es una casa de estilo moderno racionalista diseñada por el arquitecto Pierre Koenig, situada en el 1635 de Woods Drive, en las Colinas de Hollywood en Los Ángeles, California. Las fotografías y las evidencias anecdóticas sugieren que el cliente, Buck Stahl, pudo haber proporcionado una fuente de inspiración para el conjunto de la estructura. En 2013 fue incluida en el Registro Nacional de Lugares Históricos.

## Historia
Construida en 1959 como parte del programa Case Study Houses, la casa se considera una representación icónica de la arquitectura moderna en Los Ángeles durante el siglo XX. Se hizo famosa por una foto de Julius Shulman que muestra a dos mujeres tranquilamente sentadas en un rincón de la casa con una vista panorámica de la ciudad a través de las paredes integrales de cristal. Está considerada la obra más relevante del programa Case Study Houses, de 36 casas unifamiliares.
Buck y su esposa Carlotta Stahl compraron la parcela de la casa en 1954 por contrato verbal y pagaron 13.500 dólares de la época. La parcela tenía una vista espectacular, pero era un lugar difícil para construir. Carlotta, que era diseñadora gráfica y Buck empezaron a hacer diseños de como podría ser la construcción. Al cabo de dos años Buck hizo una maqueta de la idea que Carlotta y él deseaban construir. A finales de 1957, después de otros dos intentos, encontraron a un arquitecto especialista en estructuras de acero llamado Pierre Koenig, que había trabajado en la oficina del prestigioso Raphael Soriano. Pierre Koenig propuso el proyecto a John Entenza, y Arts & Architecture Magazine adoptó la casa en el Programa de Case Study Houses a principios de 1959. 
Pierre se atrevió a considerar, calcular y construir el voladizo impresionante que caracteriza la construcción. Por otro lado hizo un diseño en planta de una gran simplicidad y que garantizaba vistas panorámicas de la ciudad de Los Ángeles en un ángulo de 270°. La construcción tuvo un coste de 37 500 dólares y duró trece meses. Dispone de piscina, dos dormitorios, dos baños y la vista por la que se ha hecho famosa.

## Las fotografías de Shulman
Un año después, en 1960, el fotógrafo Julius Shulman (él mismo, un cliente del programa Case Study Houses) fue invitado a fotografiar la Casa Stahl. Las fotografías que tomó se convertirían en símbolos representativos de Modernismo Arquitectónico Californiano. Como un artículo para L'Uomo Vogue ha descrito, sus fotografías de las Casas N.º 21 y N.º 22 del Programa tienen "una larga resonancia y un gran poder icónico. Tomadas en la víspera de la participación de Estados Unidos en Vietnam, graban los últimos momentos gloriosos de la América de la hegemonía y la auto-confianza y su incuestionable creencia en los beneficios del progreso y la tecnología."
Casi treinta años más tarde, en 1989 las fotografías de Shulman de las Case Study Houses fueron expuestas en el Museo de Arte Contemporáneo de Los Ángeles en una exposición titulada "Modelos para la Vida Moderna", que encendería una "oleada de interés en el Modernismo" y una nueva apreciación por Koenig y la contribución de California al Movimiento Moderno, que había sido prácticamente olvidada durante las décadas de los 70 y 80. Estas imágenes altamente reconocibles han sido llamadas la "imagen más emblemática de Los Ángeles."

## Utilización mediática
La casa ha sido utilizada en numerosas sesiones de moda, películas y campañas de publicidad. Películas como Smog (1962); La Primera Potencia (1990); The Marrying Man (1991); Corrina, Corrina (1994); Jugando con el Corazón (1998), donde fue utilizado como la casa de Jon Stewart; ¿Por qué los tontos se enamoran? (1998); Galaxy Quest (1999), como la casa de Tim Allen; El Decimotercer Piso (1999); la Enfermera Betty (2000); y Donde se encuentra la verdad (2005). Los programas de televisión incluyen Adam-12; ¡Emergencia!; y Columbo. La casa es un lugar destacado en los vídeos musicales de I Don't Wanna Stop (2003) de ATB, "Missing Cleveland" de Scott Weiland, y también "Release Me" por Wilson Phillips. Un aspecto similar también fue incluido en el 2004 en el juego de video Grand Theft Auto: San Andreas como uno de los refugios que los jugadores pueden comprar.

## Reconocimientos
En 1999, la casa fue declarada de Monumento Histórico-Cultural de Los Ángeles. En 2007, el Instituto Americano de Arquitectos enumeró la Stahl House (Nº140) como una de las mejores 150 estructuras en su lista "Arquitectura Favorita de los Estados Unidos", uno de los once edificios en el Sur de California, y la única casa de propiedad privada en la lista.
La casa fue incluida entre las diez mejores casas en Los Ángeles por Los Angeles Times en una encuesta de expertos de diciembre de 2008.

## Galería

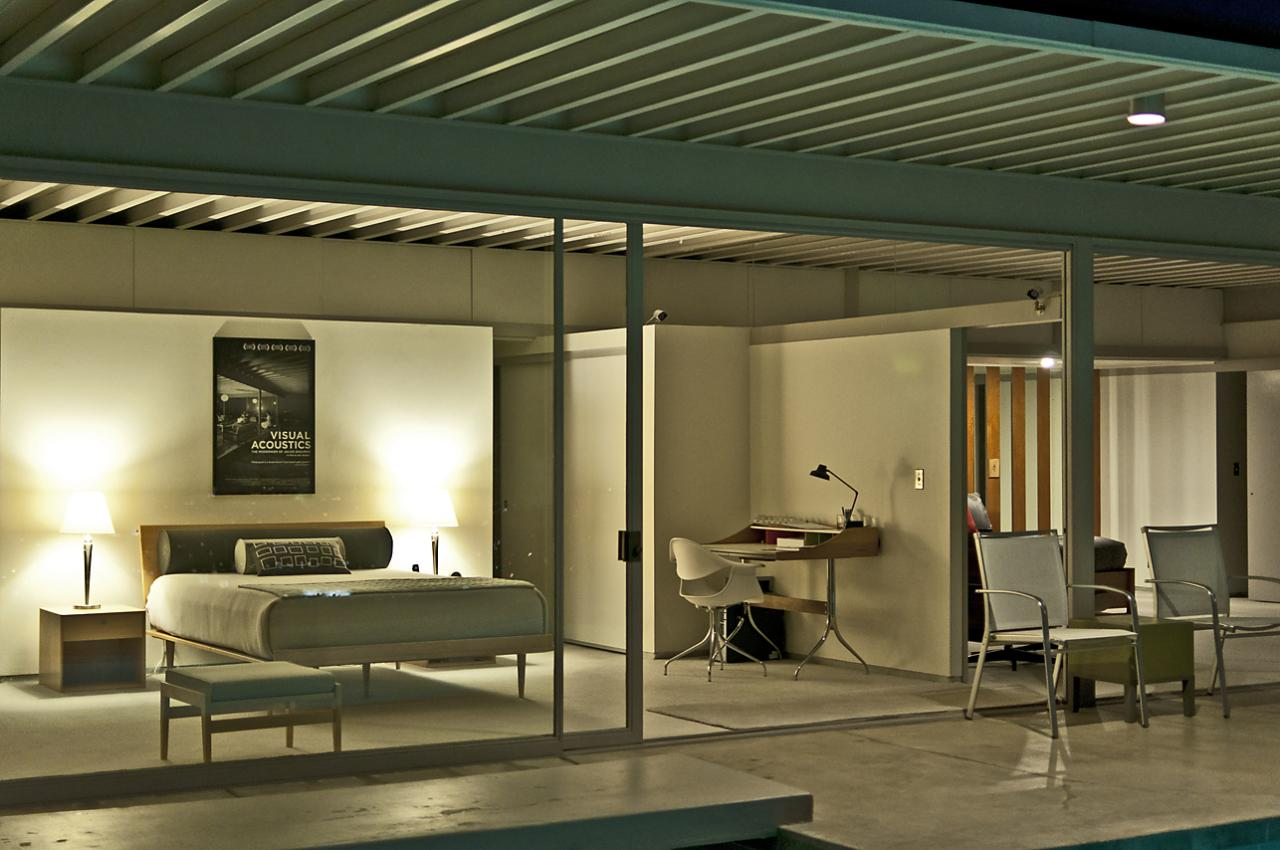
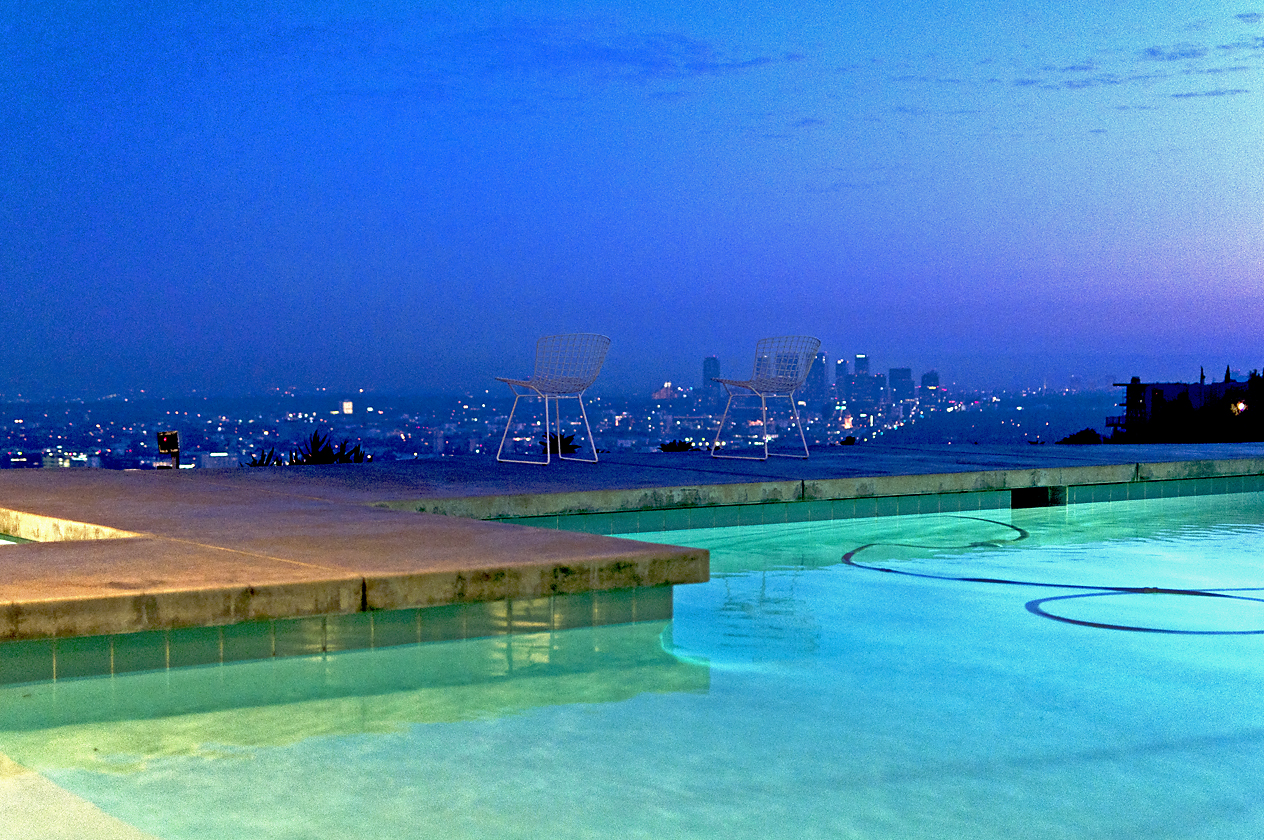
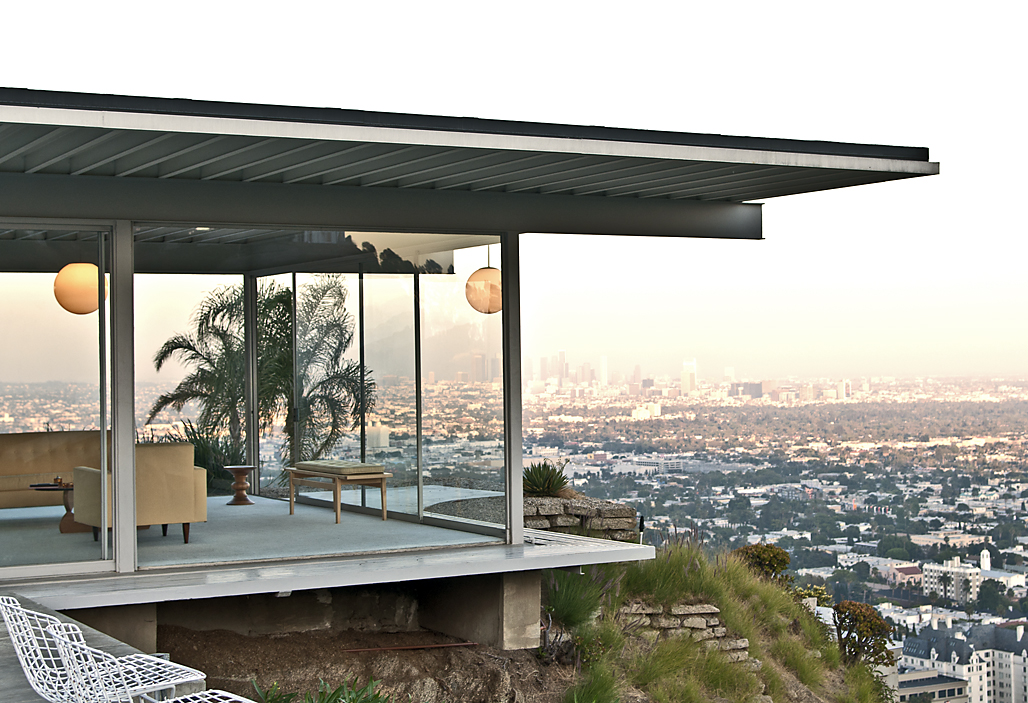
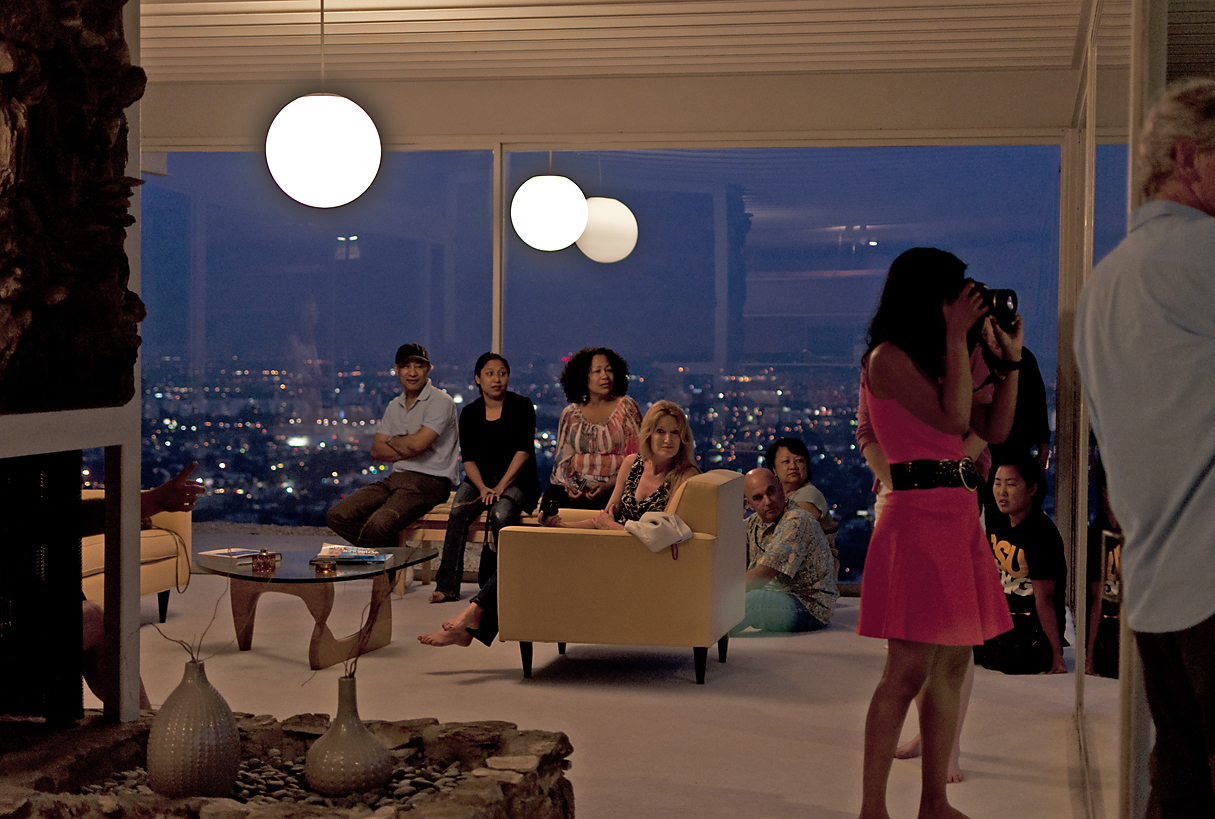
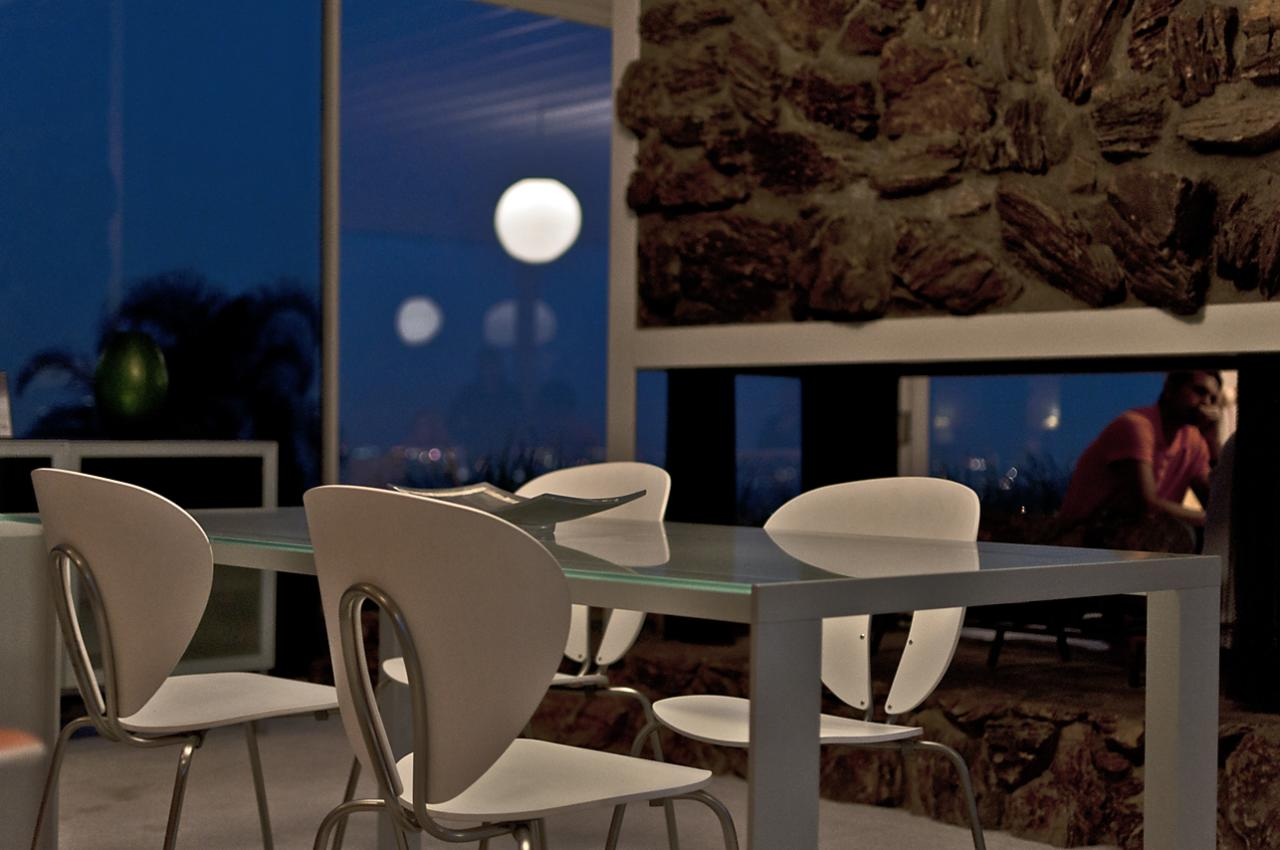
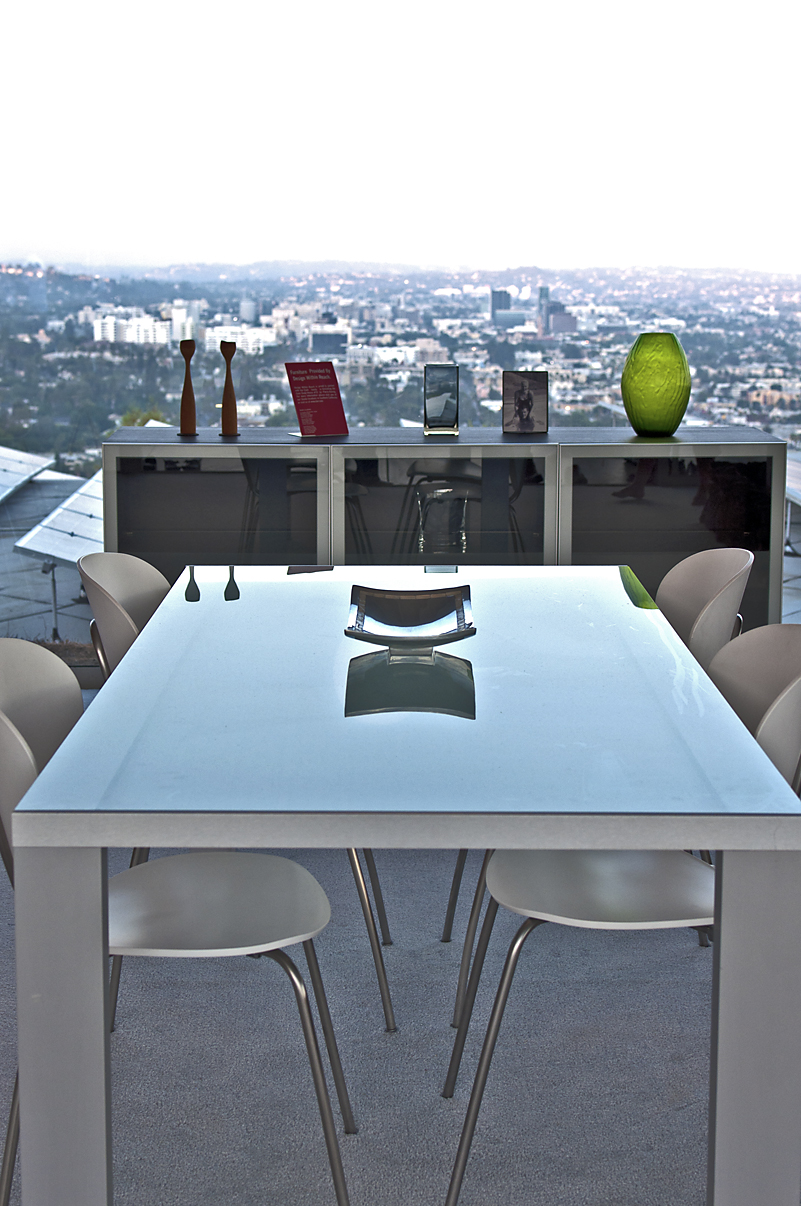